# Parallelia constricta
Parallelia constricta är en fjärilsart som beskrevs av Butler 1874. Parallelia constricta ingår i släktet Parallelia och familjen nattflyn. Inga underarter finns listade i Catalogue of Life.